# Actia

Localisation de Nicopolis d'Épire, où ont lieu les Nea Actia

Les Actia (grec ancien : τὰ Ἄκτια / tà Áktia) et les Nea Actia sont des concours stéphanites pentétériques en l'honneur d'Apollon organisés à Actium, sanctuaire du dieu sur le territoire de la cité acarnanienne d'Anactorion, puis à partir de 31 av. J.-C. à Nicopolis d'Épire.
C'est Octave qui déplace ces concours mineurs à Nicopolis d'Épire, la nouvelle cité grecque qu'il fonde pour commémorer sa victoire d'Actium, et dont le territoire englobe entre autres celui d'Anactorion. Il les réorganise et en fait, par son patronage impérial, l'une des manifestations agonistiques les plus prestigieuses de l'époque : concours isolympique pentétérique, les Nea Actia (les « Nouveaux Actia » pour les distinguer de l'ancien concours) apparaissent dans les palmarès d'athlètes aux côtés des autres concours de la période, les Olympia, les Pythia, les Nemea et les Isthmia. Octave confie la supervision de leur organisation aux Lacédémoniens, pour les récompenser d'avoir été la seule cité grecque à le soutenir contre Marc Antoine.
L'organisation des Actia est attestée au moins jusqu'en 241-242, par une inscription du musée de Ioannina. L'empereur Julien fait une tentative pour les réactiver en 362 dans le cadre de sa politique de restauration du paganisme, mais sa mort rapide (363) fait avorter ses plans.
Les concours comportent des épreuves pour les enfants, les adolescents et les adultes, dans les domaines aussi divers (et habituels) que les compétitions gymniques (course, lutte, lancer), littéraires (récitation), musicales (cithare) et les courses de chevaux. Il y a également, fait plus rare, des batailles navales (ploion hamilla), liées au contexte particulier de la fondation de Nicopolis, et qu'on retrouve représentées sur certaines monnaies de la cité.
Les vainqueurs sont récompensés de couronnes de laurier et de roseau.

Plan général de Nicopolis d'Épire et localisation des édifices de spectacle

Les concours se déroulent dans le téménos d'Apollon situé dans le proasteion, le faubourg nord de Nicopolis (voir plan) situé entre la ville et le sanctuaire établi par Octave sur le lieu de son campement. Ce téménos comprend en effet, outre un bois sacré, des édifices de spectacle imposants :
- le stade (plan, n° 26) et le gymnase voisin (n° 25), mentionnés par Strabon (VII, 7, 6), accueillent les épreuves gymniques.
- le théâtre (n° 27), à l'est des monuments précédents, sert pour les concours de poètes, sophistes, acteurs de comédie et de tragédie, joueurs de cithare et de flûte, pantomimes, hérauts — toutes catégories attestées dans les listes épigraphiques de vainqueurs des concours qui ont été retrouvées.
- l'hippodrome indispensable pour les courses de chevaux n'est pas localisé avec précision mais doit se trouver dans la plaine à l'ouest, entre le Proasteion et la mer, ou entre le stade et les bains (n° 24).